# Bandera de Rocallaura
La bandera oficial de Rocallaura té la següent descripció:
Bandera apaïsada, de proporcions dos d'alt per tres de llarg, verd fosc, amb els dos caps de bou grocs, posats de cara i junyits pel jou negre de l'escut, tot el conjunt d'alçària 1/4 de la del drap i amplària 22/39 de la llargària del mateix drap, equidistant de les vores superior i inferior i a 2/30 de la de l'asta, i amb l'últim terç vertical blanc.
Va ser aprovada el 4 de gener de 2008 i publicada en el DOGC el 21 de gener del mateix any amb el número 5052.